# Mikkelsen Bay (Alaska)
Die Mikkelsen Bay ist eine Bucht mit einer Ausdehnung von 15 × 4,5 km an der Nordküste des US-Bundesstaates Alaska zwischen der Tigvariak-Insel im Westen und Bullen Point im Osten. Sie wurde 1909 von Ernest de Koven Leffingwell (1875–1971) nach dem dänischen Polarforscher Ejnar Mikkelsen benannt, seinem Partner bei der Anglo-Amerikanischen Polarexpedition 1906–1908.